# Europees kampioenschap voetbal onder 16 - 1992 (kwalificatie)
Het kwalificatietoernooi voor het Europees kampioenschap voetbal onder 16 voor mannen was een toernooi dat duurde van 25 september 1991 tot en met 30 maart 1992. Dit toernooi zou bepalen welke 15 landen zich kwalificeerden voor het Europees kampioenschap voetbal mannen onder 16 van 1992. 
Cyprus hoefde niet aan dit toernooi mee te doen, omdat dit land als gastland direct gekwalificeerd is voor het hoofdtoernooi.

## Gekwalificeerde landen
| Land          | Gekwalificeerd als           | Aantal deelnames |
| ------------- | ---------------------------- | ---------------- |
| Cyprus        | Gastland                     | 2e               |
| Ierland       | Winnaar kwalificatiegroep 1  | 2e               |
| Noord-Ierland | Winnaar kwalificatiegroep 2  | 3e               |
| Nederland     | Winnaar kwalificatiegroep 3  | 4e               |
| Duitsland     | Winnaar kwalificatiegroep 4  | 8e               |
| Joegoslavië   | Winnaar kwalificatiegroep 5  | 9e               |
| Israël        | Winnaar kwalificatiegroep 6  | 2e               |
| Spanje        | Winnaar kwalificatiegroep 7  | 7e               |
| Frankrijk     | Winnaar kwalificatiegroep 8  | 8e               |
| Finland       | Winnaar kwalificatiegroep 9  | 4e               |
| Italië        | Winnaar kwalificatiegroep 10 | 6e               |
| Hongarije     | Winnaar kwalificatiegroep 11 | 4e               |
| Roemenië      | Winnaar kwalificatiegroep 12 | 5e               |
| Denemarken    | Winnaar kwalificatiegroep 13 | 6e               |
| Schotland     | Winnaar kwalificatiegroep 14 | 6e               |
| Portugal      | Winnaar kwalificatiegroep 15 | 8e               |

## Kwalificatieronde

### Groep 1
De wedstrijden werden gespeeld op 17 november 1991 en 28 februari 1992.
| Pos | Team    | Wed | W | G | V | Ptn | DV | DT | +/− | Kwalificatie                      |  | IRL | WAL |
| --- | ------- | --- | - | - | - | --- | -- | -- | --- | --------------------------------- |  | --- | --- |
| 1   | Ierland | 2   | 1 | 0 | 1 | 2   | 2  | 1  | +1  | Geplaatst voor het hoofdtoernooi. |  | —   | 2–0 |
| 2   | Wales   | 2   | 1 | 0 | 1 | 2   | 1  | 2  | −1  |                                   |  | 1–0 | —   |

### Groep 2
De wedstrijden werden gespeeld op 24 september en 28 oktober 1991.
| Pos | Team          | Wed | W | G | V | Ptn | DV | DT | +/− | Kwalificatie                      |  | NIR | ISL |
| --- | ------------- | --- | - | - | - | --- | -- | -- | --- | --------------------------------- |  | --- | --- |
| 1   | Noord-Ierland | 2   | 1 | 0 | 1 | 2   | 3  | 3  | 0   | Geplaatst voor het hoofdtoernooi. |  | —   | 2–1 |
| 2   | IJsland       | 2   | 1 | 0 | 1 | 2   | 3  | 3  | 0   |                                   |  | 2–1 | —   |

### Groep 3
De wedstrijden werden gespeeld op 17 november 1991 en 18 maart 1992.
| Pos | Team      | Wed | W | G | V | Ptn | DV | DT | +/− | Kwalificatie                      |  | NED | MLT |
| --- | --------- | --- | - | - | - | --- | -- | -- | --- | --------------------------------- |  | --- | --- |
| 1   | Nederland | 2   | 2 | 0 | 0 | 4   | 8  | 0  | +8  | Geplaatst voor het hoofdtoernooi. |  | —   | 2–0 |
| 2   | Malta     | 2   | 0 | 0 | 2 | 0   | 0  | 8  | −8  |                                   |  | 0–6 | —   |

### Groep 4
De wedstrijden werden gespeeld op 7 november 1991.
| Pos | Team      | Wed | W | G | V | Ptn | DV | DT | +/− | Kwalificatie                      |  | GER | ALB |
| --- | --------- | --- | - | - | - | --- | -- | -- | --- | --------------------------------- |  | --- | --- |
| 1   | Duitsland | 1   | 1 | 0 | 0 | 2   | 8  | 1  | +7  | Geplaatst voor het hoofdtoernooi. |  | —   | 8–1 |
| 2   | Albanië   | 1   | 0 | 0 | 1 | 0   | 1  | 8  | −7  |                                   |  | X   | —   |

### Groep 5
De wedstrijden werden gespeeld op 7 november 1991 en 29 maart 1992.
| Pos | Team        | Wed | W | G | V | Ptn | DV | DT | +/− | Kwalificatie                      |  | YUG | URS |
| --- | ----------- | --- | - | - | - | --- | -- | -- | --- | --------------------------------- |  | --- | --- |
| 1   | Joegoslavië | 2   | 0 | 2 | 0 | 2   | 2  | 2  | 0   | Geplaatst voor het hoofdtoernooi. |  | —   | 1–1 |
| 2   | Sovjet-Unie | 2   | 0 | 2 | 0 | 2   | 2  | 2  | 0   |                                   |  | 1–1 | —   |

### Groep 6
De wedstrijden werden gespeeld op 13 november 1991 en 11 maart 1992.
| Pos | Team    | Wed | W | G | V | Ptn | DV | DT | +/− | Kwalificatie                      |  | ISR | TUR |
| --- | ------- | --- | - | - | - | --- | -- | -- | --- | --------------------------------- |  | --- | --- |
| 1   | Israël  | 2   | 1 | 0 | 1 | 2   | 2  | 1  | +1  | Geplaatst voor het hoofdtoernooi. |  | —   | 2–0 |
| 2   | Turkije | 2   | 1 | 0 | 1 | 2   | 1  | 2  | −1  |                                   |  | 1–0 | —   |

### Groep 7
De wedstrijden werden gespeeld op 30 oktober 1991 en 5 maart 1992.
| Pos | Team      | Wed | W | G | V | Ptn | DV | DT | +/− | Kwalificatie                      |  | ESP | LUX |
| --- | --------- | --- | - | - | - | --- | -- | -- | --- | --------------------------------- |  | --- | --- |
| 1   | Spanje    | 2   | 2 | 0 | 0 | 4   | 8  | 1  | +7  | Geplaatst voor het hoofdtoernooi. |  | —   | 5–0 |
| 2   | Luxemburg | 2   | 0 | 0 | 2 | 0   | 1  | 8  | −7  |                                   |  | 1–3 | —   |

### Groep 8
De wedstrijden werden gespeeld op 13 november 1991 en 25 maart 1992.
| Pos | Team       | Wed | W | G | V | Ptn | DV | DT | +/− | Kwalificatie                      |  | FRA | AUT |
| --- | ---------- | --- | - | - | - | --- | -- | -- | --- | --------------------------------- |  | --- | --- |
| 1   | Frankrijk  | 2   | 2 | 0 | 0 | 4   | 6  | 2  | +4  | Geplaatst voor het hoofdtoernooi. |  | —   | 5–2 |
| 2   | Oostenrijk | 2   | 0 | 0 | 2 | 0   | 2  | 6  | −4  |                                   |  | 0–1 | —   |

### Groep 9
De wedstrijden werden gespeeld op 22 oktober 1991 en 4 maart 1992.
| Pos | Team    | Wed | W | G | V | Ptn | DV | DT | +/− | Kwalificatie                      |  | FIN | BEL |
| --- | ------- | --- | - | - | - | --- | -- | -- | --- | --------------------------------- |  | --- | --- |
| 1   | Finland | 2   | 2 | 0 | 0 | 4   | 5  | 1  | +4  | Geplaatst voor het hoofdtoernooi. |  | —   | 3–0 |
| 2   | België  | 2   | 0 | 0 | 2 | 0   | 1  | 5  | −4  |                                   |  | 1–2 | —   |

### Groep 10
De wedstrijden werden gespeeld tussen 2 oktober 1991 en 25 maart 1992.
| Pos | Team        | Wed | W | G | V | Ptn | DV | DT | +/− | Kwalificatie                      |     | ITA | SUI | POL |
| --- | ----------- | --- | - | - | - | --- | -- | -- | --- | --------------------------------- | --- | --- | --- | --- |
| 1   | Italië      | 4   | 2 | 1 | 1 | 5   | 5  | 3  | +2  | Geplaatst voor het hoofdtoernooi. |     | —   | 3–1 | 0–0 |
| 2   | Zwitserland | 4   | 2 | 0 | 2 | 4   | 5  | 5  | 0   |                                   |     | 1–0 | —   | 2–0 |
| 3   | Polen       | 4   | 1 | 1 | 2 | 3   | 3  | 5  | −2  |                                   | 1–2 | 2–1 | —   |     |

### Groep 11
De wedstrijden werden gespeeld op 25 september 1991 en 30 oktober 1991.
| Pos | Team      | Wed | W | G | V | Ptn | DV | DT | +/− | Kwalificatie                      |  | HUN | NOR |
| --- | --------- | --- | - | - | - | --- | -- | -- | --- | --------------------------------- |  | --- | --- |
| 1   | Hongarije | 2   | 1 | 1 | 0 | 3   | 5  | 3  | +2  | Geplaatst voor het hoofdtoernooi. |  | —   | 3–1 |
| 2   | Noorwegen | 2   | 0 | 1 | 1 | 1   | 3  | 5  | −2  |                                   |  | 2–2 | —   |

### Groep 12
De wedstrijden werden gespeeld op 30 oktober 1991 en 19 maart 1992.
| Pos | Team              | Wed | W | G | V | Ptn | DV | DT | +/− | Kwalificatie                      |  | ROU | TCH |
| --- | ----------------- | --- | - | - | - | --- | -- | -- | --- | --------------------------------- |  | --- | --- |
| 1   | Roemenië          | 2   | 1 | 0 | 1 | 2   | 2  | 2  | 0   | Geplaatst voor het hoofdtoernooi. |  | —   | 1–0 |
| 2   | Tsjecho-Slowakije | 2   | 1 | 0 | 1 | 2   | 2  | 2  | 0   |                                   |  | 2–1 | —   |

### Groep 13
De wedstrijden werden gespeeld op 6 en 13 november 1991.
| Pos | Team        | Wed | W | G | V | Ptn | DV | DT | +/− | Kwalificatie                      |  | DEN | GRE |
| --- | ----------- | --- | - | - | - | --- | -- | -- | --- | --------------------------------- |  | --- | --- |
| 1   | Denemarken  | 2   | 1 | 0 | 1 | 2   | 6  | 5  | +1  | Geplaatst voor het hoofdtoernooi. |  | —   | 4–1 |
| 2   | Griekenland | 2   | 1 | 0 | 1 | 2   | 5  | 6  | −1  |                                   |  | 5–1 | —   |

### Groep 14
De wedstrijden werden gespeeld op 10 en 17 maart 1992.
| Pos | Team      | Wed | W | G | V | Ptn | DV | DT | +/− | Kwalificatie                      |  | SCO | BUL |
| --- | --------- | --- | - | - | - | --- | -- | -- | --- | --------------------------------- |  | --- | --- |
| 1   | Schotland | 2   | 2 | 0 | 0 | 4   | 3  | 1  | +2  | Geplaatst voor het hoofdtoernooi. |  | —   | 2–1 |
| 2   | Bulgarije | 2   | 0 | 0 | 2 | 0   | 1  | 3  | −2  |                                   |  | 0–1 | —   |

### Groep 15
De wedstrijden werden gespeeld op 30 oktober 1991 en 30 maart 1992.
| Pos | Team     | Wed | W | G | V | Ptn | DV | DT | +/− | Kwalificatie                      |  | POR | SWE |
| --- | -------- | --- | - | - | - | --- | -- | -- | --- | --------------------------------- |  | --- | --- |
| 1   | Portugal | 2   | 1 | 0 | 1 | 2   | 3  | 2  | +1  | Geplaatst voor het hoofdtoernooi. |  | —   | 3–0 |
| 2   | Zweden   | 2   | 1 | 0 | 1 | 2   | 2  | 3  | −1  |                                   |  | 2–0 | —   |

Jeugd-EK's: onder 21 · onder 19       Jeugd-WK's: onder 20 · onder 17